# Crooks涨落定理
Crooks涨落定理（或称Crooks方程）是一个统计力学中的关系，讲的是在一个非平衡过程中（保持系统体积不变并与热库接触），初态末态自由能之差与在此过程中对系统做功的关系，由化学家加文·E·克魯克斯（当时在加州大学）于1998年提出。
具体而言，涨落定理讲的是，考虑态空间中一条轨迹{\displaystyle x(t)}，其时间反演轨迹记为{\displaystyle {\tilde {x}}(t)}，那么，如果这个系统的演化满足微观可逆性，正向轨迹出现的几率要高于反演轨迹，其比值为：
{\displaystyle {\frac {P[x(t)]}{{\tilde {P}}[{\tilde {x}}(t)]}}=e^{\sigma [x(t)]}}.
其中{\displaystyle \sigma [x(t)]}是熵产生。
考虑非平衡系统中的一个演化过程，以参数{\displaystyle \lambda }来标记，{\displaystyle \lambda =0} 和 {\displaystyle \lambda =1}分别对应于初态和末态（分别是两个由微观态构成的统计综），从{\displaystyle \lambda =0}到{\displaystyle \lambda =1}的演化过程被称作“正向”演化，其时间反演路径被称作“逆向”演化。Crooks方程讨论的是以下几个物理量之间的关系：
- {\displaystyle P(A\rightarrow B)}：指的是初态（即{\displaystyle \lambda =0}）系统处于微观态{\displaystyle A}，且通过“正向”演化在末态（{\displaystyle \lambda =1}）到达微观态{\displaystyle B}的联合几率
- {\displaystyle P(A\leftarrow B)}：指的是系统在末态（{\displaystyle \lambda =1}）处于微观态{\displaystyle B}，且通过“逆向”演化在初态（{\displaystyle \lambda =0}）到达微观态{\displaystyle A}的联合几率
- {\displaystyle \beta =(k_{B}T)^{-1}}，这里{\displaystyle k_{B}}是Boltzmann常数，{\displaystyle T}是热库的温度
- {\displaystyle W_{AB}}，指的是在正向演化过程中(从{\displaystyle A}到{\displaystyle B})对系统做的功
- {\displaystyle \Delta F=F(B)-F(A)}，指的是微观态{\displaystyle A}和{\displaystyle B}的Helmholtz自由能之差。

这样Crooks涨落定理就写为：
{\displaystyle {\frac {P(A\rightarrow B)}{P(A\leftarrow B)}}=\exp[\beta (W_{A\rightarrow B}-\Delta F)].}
在上面的方程中，{\displaystyle W_{A\rightarrow B}-\Delta F}表示在正向演化中的耗散功{\displaystyle W_{d}}。若演化过程无穷缓慢，则正反向的几率{\displaystyle P(A\rightarrow B)}与{\displaystyle P(A\leftarrow B)}相等，这也就回归到平衡热力学的变换，这时{\displaystyle W_{A\rightarrow B}=\Delta F}，而耗散功为零{\displaystyle W_{d}} = 0。
在时间反演变换下，我们总有{\displaystyle W_{A\rightarrow B}=-W_{A\leftarrow B}}，于是我们可以把所有能给出相同大小的功的路径加和在一起，上面的关系就可以写为做功大小的几率分布：
{\displaystyle P_{A\rightarrow B}(W)=P_{A\leftarrow B}(-W)~\exp[\beta (W-\Delta F)].}
注意到逆向演化的过程中的做功带着一个负号。于是正向和反向做功的分布函数会在{\displaystyle W=\Delta F}处相交，这种现象已经在用光镊折叠RNA的实验中得到验证。
Crooks涨落关系还可以推导出Jarzynski恒等式.